# Первостепановское сельское поселение
Первостепановское сельское поселение — муниципальное образование в составе Цивильского района Чувашской Республики. Административный центр — село Первое Степаново.
На территории поселения находятся 10 населённых пунктов.
Глава сельского поселения — Тимофеев Юрий Григорьевич.

## Географические данные
Территория поселения расположена между Цивильском и Канашем. Граничит на востоке и северо-востоке с Игорварским, на севере с Опытным, на западе — с Чурачикским, на юге — c Поваркасинским сельским поселением, на юго-востоке — с Канашским районом. Западная граница проходит по реке Малый Цивиль. Площадь поселееия 52,8943 км². Лесистость — 24 %.
Крупных дорог на территории поселения нет, основная дорога проходит с запада от автодороги А151 через Степное Тугаево, Первое Степаново, Большое Тугаево и далее на север к автодороге М7 у села Нюрши.

## Население
| 2010 | 2012 | 2013 | 2014 | 2015 | 2016 | 2017 |
| ---- | ---- | ---- | ---- | ---- | ---- | ---- |
| 1020 | ↘986 | ↘970 | ↘944 | ↘926 | ↘895 | ↘854 |
| 2018 | 2019 | 2020 | 2021 |      |      |      |
| ↘798 | ↘760 | ↘728 | ↘707 |      |      |      |

## Населённые пункты
| Название          | Тип населенного пункта       | Население |
| ----------------- | ---------------------------- | --------- |
| Первое Степаново  | село, административный центр | 251       |
| Амачкасы          | деревня                      | 60        |
| Анаткасы          | деревня                      | 96        |
| Большое Тугаево   | деревня                      | 239       |
| Вторые Синьялы    | деревня                      | 62        |
| Вутакасы          | деревня                      | 99        |
| Иремкасы          | деревня                      | 49        |
| Степное Тугаево   | деревня                      | 268       |
| Третьи Вурманкасы | деревня                      | 119       |
| Чирши             | деревня                      | 89        |